# Standeisky Éva
Standeisky Éva (Pécs, 1948. február 27. –) magyar történész, irodalomtörténész, a történelemtudományok kandidátusa (1986).

## Életpályája
1962-1966 között a helyi Janus Pannonius Gimnáziumban tanult. 1966-1971 ELTE BTK történelem-orosz szakos hallgatója volt. 1986-ban kandidátusi fokozatot (CSc), majd 2012-ben DSc fokozatot szerzett (MTA).

### Kutatási területei
- 1956-os forradalom
- Antiszemitizmus
- Az írók és a hatalom

## Oktatói tevékenysége
- 2010- Az egri Eszterházy Főiskola doktori iskolájának tagja
- 2008- Debreceni Egyetem ÁJK doktori iskolájának tagja
- Témavezetőként vett részt az ELTE Társadalomtudományi Kar doktori iskolájának munkájában
- 1998-2001 KLTE BTK (Debrecen): 1998-2001 KLTE BTK (Debrecen)
- 1991-1994 szakszeminárium az ELTE BTK Új- és Legújabbkori Történeti Tanszékén
- 1987-1990 között az ELTE Állam- és Jogtudományi Karán Magyarország 20. századi történelmét oktatott

## Szakmai szervezeti tagságok
- A Magyar Történelmi Társulat tagja (1971-)
- Az MTA Magyar Orosz Történész Vegyes Bizottság tagja (1988-)
- A Múltunk szerkesztőbizottsági tagja (1997-)
- Nemzedékek Jelenkortörténeti Kör tagja (2006-)
- Az 1956-os Intézet évkönyvének egyik szerkesztője (1999-2005)
- Hajnal István Kör tagja (2004-)
- A Bibó István Szellemi Műhely tagja (2002-)
- Szellemi Köztársaságért Alapítvány Kuratóriumának tagja (2002-2010)
- MTA-OSZK 1956-os Dokumentációs és Kutatóhely helyettes vezetője (2003-2004)
- MTA Kutatói Fóruma társadalomtudományi ügyvivője (2000-2004)
- Az Akadémiai Kutatók Tanácsának és a MTA Hálózati Tanácsának tagja (1996-2004)
- Az Acta Iuvenum (ELTE BTK tudományos folyóirata) szerkesztője (1970-1971)

## Könyvei
- A Magyar Kommunista Párt irodalompolitikája, 1944-1948. Négy évtized 11. Kossuth K. 1987. 162 o.
- Írók lázadása. 1956-os írószövetségi jegyzőkönyvek. Irányított irodalom sorozat. (A kötet sajtó alá rendezése, a bevezető tanulmány és a jegyzetek írása, valamint a képanyag összeállítása.) A Magyar Tudományos Akadémia Irodalomtudományi Intézete, 1990. 452 o.
- Az írók és a hatalom – 1956-1963. 1956-os Intézet, Budapest 1996. 484 o. Második, javított kiadás 1996. december.
- Gúzsba kötve. A kulturális elit és a hatalom. 1956-os Intézet–Állambiztonsági Szolgálatok Történeti Levéltára, Budapest, 2005. 452 p.
- Kassák, az ember és a közszereplő. Gondolat Kiadó, Budapest, 2007. 296 p.
- Antiszemitizmusok. Argumentum Kiadó, Budapest, 2007. 252 p.
- Népuralom ötvenhatban. Kalligram–1956-os Intézet, Pozsony–Budapest, 2010. 600 p.
- Demokrácia negyvenötben; Napvilág, Bp., 2015
- /portal/page/portal/rev/kiadvanyok/standeisky_nepuralom